# Lill-Björktjärnen, Västerbotten
Lill-Björktjärnen är en sjö i Vindelns kommun i Västerbotten och ingår i Sävaråns huvudavrinningsområde.